# Nanocover
NanoCover er en dansk virksomhed, der blev etableret i 2005 som Nanocover Scandinavia er nu en del af Nanobiz ApS, som beskæftiger sig med distribution, salg og udvikling af NanoCover, til overfladebehandling. NanoCover er udviklet og produceret ved hjælp af nanoteknologier.

## Børsnotering
Virksomheden blev 2006 noteret på First North, der er den alternative markedsplads under Nasdaq OMX.

## Tvivl om produkternes nytteværdi
Virksomheden blev hurtigt kendt i den brede offentlighed som følge af en større annoncekampagne i bl.a. landsdækkende TV, hvoraf fremgik, at selskabets produkter var særdeledes effektive. Der blev imidlertid i pressen rejst betydelig tvivl om produkternes effektivitet, ligesom virksomheden offentligt lagde sig ud med Dansk Sejlunion, der ligeledes havde stillet spørgsmålstegn ved produkternes kvaliteter.
Det blev kort efter afsløret, at virksomheden var blevet stiftet og ledet af en selskabstømmer, der var indsat i Horserød Statsfængsel, hvilket indebar, at selskabets børskurs blev reduceret dramatisk med deraf følgende tab for de investorer, der havde investeret i selskabet.

## Konceptet overtages af NanoBiz ApS
Problemerne efter børsnoteringen i NanoCover blev søgt løst ved, at aktiemajoriteten blev overtaget af investorerne Peter Forchammer og Lasse Lindblad, men Forchammer og dennes selskaber gik kort efter konkurs, og det oprindelige selskab bag virksomheden måtte i slutningen af 2008 lukke virksomheden og afskedige medarbejderne. Det lykkedes dog den 29. september 2009 det børsnoterede selskab at sælge konceptet bag NanoCover til det nystiftede anpartsselskab NanoBiz ApS for en købesum på kun 350.000 kr., 

## Produkterne sælges gennem webshop
NanoBiz ApS fungerer som webshop og sælger direkte til private og virksomheder i hele skandinavien.
Frederik Bach Nielsen overtog NanoCover 1. februar 2015, og siden da er salget allerede mere end fordoblet. På baggrund af den store forøgelse i salget, er der særligt fokus på den fremtidige forretning og dermed også udvidelse af webshoppen til andre markeder.